# Windblown
Windblown est un futur jeu vidéo d'action roguelike développé et publié par Motion Twin. Il est sorti en accès anticipé pour Microsoft Windows le 24 octobre 2024, avec une sortie complète prévue pour le quatrième trimestre 2025. Disponible sur Steam lors de l'accès anticipé, le jeu devrait sortir sur consoles en même temps que la sortie finale.

## Système de jeu
Dans Windblown, le joueur contrôle un Voltigeur, une créature anthropomorphe dans un monde composé d'îles flottantes. Les Voltigeurs, qui vivent dans l'Arche, un village de leur espèce, travaillent ensemble pour explorer le Vortex voisin, en combattant les Sentinelles qui patrouillent sur les îles à l'intérieur, tout en localisant les survivants, les matériaux et l'équipement à ramener à l'Arche. Le personnage du joueur peut utiliser jusqu'à deux armes avec diverses attaques combinées, ainsi que d'autres équipements et bonus qu'il obtient en explorant le Vortex. Si le Voltigeur meurt, il est renvoyé dans l'Arche, perdant son équipement, mais conservant des matériaux qui lui permettent de débloquer de nouveaux équipements et capacités pour une exploration future.

## Développement
Motion Twin a connu le succès avec son roguelike Dead Cells, sorti pour la première fois en 2018. Alors qu'ils transféraient le développement en cours des extensions du jeu à Evil Empire, le groupe a commencé à réfléchir à ce que serait leur prochain jeu. Tandis qu'ils voulaient initialement s'éloigner du genre roguelike, ils ont décidé de s'appuyer sur ce qu'ils avaient appris grâce à Dead Cells pour créer un nouveau roguelike.
L'un des objectifs de Windblown est d'introduire un mode coopératif multijoueur, par rapport au mode solo de Dead Cells. Une autre idée est de donner au joueur la possibilité de se déplacer rapidement dans les niveaux du jeu, en plaçant des îles qu'il peut atteindre facilement et en fournissant des itinéraires pour y arriver à l'aide d'une capacité de dash. Au départ, il s'agissait d'une compétence avec un temps de recharge, mais les développeurs ont découvert que le rythme du jeu était amélioré en permettant au joueur de dasher indéfiniment sans aucun temps de recharge.
L'équipe de développement a voulu conserver le même objectif que Dead Cells, dans lequel chaque essai du joueur est différent, et a essayé une variété de systèmes tels que des idées empruntées à The Binding of Isaac et Hades, revenant finalement à une approche similaire à celle qu'ils ont utilisée dans Dead Cells, dans laquelle le joueur peut débloquer de nouvelles armes et de nouveaux équipements qui apparaîtront aléatoirement au cours d'une partie en dépensant des matériaux collectés lors des parties précédentes. Motion Twin souhaitait également améliorer le système des armes doubles de Dead Cells, bien que le joueur puisse basculer entre l'une des deux armes qu'il porte à tout moment dans Dead Cells, ce changement n'apporte aucun autre avantage. Dans Windblown, les développeurs ont ajouté un système « Alterattaque » qui permet des boosts supplémentaires lorsque le joueur change d'arme. L'équipe s'est par ailleurs inspirée des jeux Monster Hunter pour développer les capacités qu'elle pourrait intégrer à ses armes.
Windblown est annoncé pour la première fois en décembre 2023 dans le cadre des Game Awards 2023. Motion Twin a commencé des tests alpha avec environ 300 utilisateurs en février 2024. Le jeu est sorti en accès anticipé le 24 octobre 2024, à la suite du succès de l'accès anticipé qui amena le perfectionnement de Dead Cells avant sa sortie.

### Traduction
- (en) Cet article est partiellement ou en totalité issu de l’article de Wikipédia en anglais intitulé « Windblown » (voir la liste des auteurs).